# Jonathan Janson
Pour les articles homonymes, voir Janson.
Jonathan Janson est un skipper britannique né le 5 octobre 1930 à Chelsea (Londres) et mort le 29 novembre 2015. 

## Carrière
Jonathan Janson participe aux Jeux olympiques d'été de 1956 qui se déroulent à Melbourne. À bord de Bluebottle, il remporte avec Ronald Backus et Graham Mann la médaille de bronze en classe dragon. Janson est aussi présent aux Jeux olympiques d'été de 1960 où il termine septième de la course de classe dragon sur le Salamander
.